# 萬文彩
萬文彩（1507年—？），字國華，號涔南，雲南臨安衛官籍，江西南昌縣人，明朝政治人物。

## 生平
嘉靖十年（1531年）辛卯科雲貴鄉試第三十一名舉人。嘉靖十七年（1538年）中式戊戌科會試第二百八十二名，登第三甲第一百九十三名進士。嘉靖十九年任四川富顺县知县，有神君之號。二十年丁母憂，嘉靖二十五年（1546年）任直隸成安縣知縣，嘉靖二十六年（1547年）六月選南京戶科給事中，三十一年升四川布政司參議。

## 家族
曾祖萬俊；祖父萬昂，號雲軒居士；父萬祚（1482年-1519年），字天錫，號懷雲，八品散官。母賈氏（1482年-1541年）。慈侍下。兄文奎。弟文光。從兄萬言策（贡士）。